# Drugi rząd Wernera Faymanna
Drugi rząd Wernera Faymanna – federalny rząd Republiki Austrii urzędujący od 2013 do 2016.
Gabinet powstał po wyborach parlamentarnych w 2013. Współtworzące pierwszy rząd Wernera Faymanna Socjaldemokratyczna Partia Austrii (SPÖ) i Austriacka Partia Ludowa (ÖVP) porozumiały się w sprawie kontynuowania tzw. wielkiej koalicji. Nowy gabinet został zaprzysiężony 16 grudnia 2013.
9 maja 2016 Werner Faymann podał się do dymisji. Do czasu powołania nowego gabinetu obowiązki kanclerza przejął wicekanclerz Reinhold Mitterlehner. Gabinet zakończył urzędowanie, gdy 17 maja 2016 zaprzysiężono nowego kanclerza Christiana Kerna, który stanął na czele kolejnego rządu.

## Skład rządu
| Funkcja                                                       | Minister | Partia |
| ------------------------------------------------------------- | --- | ------ |
| Kanclerz                                                      | Werner Faymann | SPÖ    |
| Wicekanclerz                                                  | Michael Spindelegger (do 1 września 2014) Reinhold Mitterlehner (od 1 września 2014)                                     | ÖVP    |
| Minister finansów                                             | Michael Spindelegger (do 1 września 2014) Hans Jörg Schelling (od 1 września 2014)                                       | ÖVP    |
| Minister gospodarki                                           | Reinhold Mitterlehner | ÖVP    |
| Minister spraw zagranicznych i europejskich oraz integracji   | Sebastian Kurz | ÖVP    |
| Minister rodziny i młodzieży                                  | Sophie Karmasin | ÖVP    |
| Minister zdrowia                                              | Alois Stöger (do 1 września 2014) Sabine Oberhauser (od 1 września 2014)                                                 | SPÖ    |
| Minister spraw wewnętrznych                                   | Johanna Mikl-Leitner (do 21 kwietnia 2016) Wolfgang Sobotka (od 21 kwietnia 2016)                                        | ÖVP    |
| Minister sprawiedliwości                                      | Wolfgang Brandstetter | ÖVP    |
| Minister ds. sztuki i kultury                                 | Josef Ostermayer | SPÖ    |
| Minister obrony i sportu                                      | Gerald Klug (do 26 stycznia 2016) Hans Peter Doskozil (od 26 stycznia 2016)                                              | SPÖ    |
| Minister rolnictwa, leśnictwa, środowiska i gospodarki wodnej | Andrä Rupprechter | ÖVP    |
| Minister pracy, polityki społecznej i spraw konsumentów       | Rudolf Hundstorfer (do 26 stycznia 2016) Alois Stöger (od 26 stycznia 2016)                                              | SPÖ    |
| Minister edukacji i kobiet                                    | Gabriele Heinisch-Hosek                                                                                                  | SPÖ    |
| Minister transportu, innowacji i technologii                  | Doris Bures (do 1 września 2014) Alois Stöger (od 1 września 2014 do 26 stycznia 2016) Gerald Klug (od 26 stycznia 2016) | SPÖ    |